# Alexander Terentyev
Alexander Vasilyevich Terentyev (en russe : Александр Васильевич Терентьев), né le 19 mai 1999 à Naryan-Mar, est un fondeur russe. Il est spécialiste du sprint et remporte sa première course de Coupe du monde en ouverture de la saison 2021-2022.

## Biographie
Participant à la Coupe d'Europe de l'Est à partir de la fin d'année 2014, il obtient son premier top dix en fin d'année 2016, avant de décrocher sa première médaille internationale (en bronze) sur le sprint libre du Festival olympique de la jeunesse européenne en 2017 à Erzurum.
Il prend part à son premier championnat du monde junior en 2018 à Goms, terminant dixième du dix kilomètres classique, treizième du sprint libre et troisième du relais (médaille de bronze).
Gagnant de sa première course en Coupe d'Europe de l'Est en fin d'année 2018 (sprint), Terentyev fait ses débuts en Coupe du monde en janvier 2019 à Dresde, où il marque ses premiers points avec une 17e place au sprint libre, puis termien cinquième du sprint par équipes le lendemain. En 2019, il cumule plusieurs succès, gagnant deux médailles d'or à l'Universiade à Krasnoïarsk, sur les sprints individuel et par équipes et devant champion du monde junior à Lahti sur le sprint classique, en plus de ses médailles d'argent au dix kilomètres libre et en relais.
En mars 2020, alors passé en catégorie des moins de 23 ans, il se qualifie pour sa première demi-finale en Coupe du monde à Drammen pour prendre la huitième place du sprint.
Jusque là seulement actif dans les sprints dans l'élite, le Russe est engagé dans le Tour de ski pour la première fois en 2020-2021 et parvient à s'illustrer pour achever la course au 25e rang.
Il obtient sa première sélection majeure aux Championnats du monde 2021 à Oberstdorf, où il finit 14e du sprint classique. Cet hiver, il remporte le titre de champion du monde des moins de 23 ans du sprint (style classique).
Pour sa première manche de Coupe du monde en 2021-2022, il domine tous ses adversaires, dont Johannes Høsflot Klæbo lors de la finale du sprint classique de Ruka, grâce à une grosse attaque sur la montée finale qui impressionne le monde du ski. Il s'agit de son premier podium et victoire à ce niveau. Il est plus tard deuxième avec le relais à Lillehammer.

## Palmarès

### Jeux olympiques
| Épreuve / Édition | Sprint                              | Sprint                           | 15 km                            | 15 km     | Skiathlon 2 × 15 km | 50 km | Relais                              | Relais    |
| Épreuve / Édition | libre                               | classique                        | libre                            | classique | Skiathlon 2 × 15 km | 50 km | Sprint                              | 4 × 10 km |
| Pékin 2022        | Médaille de bronze, Jeux olympiques | Épreuve inexistante à cette date | Épreuve inexistante à cette date | —         | —                   | —     | Médaille de bronze, Jeux olympiques | —         |

Légende :
- : première place, médaille d'or
- : deuxième place, médaille d'argent
- : troisième place, médaille de bronze
- : pas d'épreuve
- — : non disputée par Terentyev

### Championnats du monde
| Épreuve / Édition | Sprint                           | Sprint    | 15 km | 15 km                            | Skiathlon 2 × 15 km | 50 km | Relais | Relais    |
| Épreuve / Édition | libre                            | classique | libre | classique                        | Skiathlon 2 × 15 km | 50 km | Sprint | 4 × 10 km |
| Obertsdorf 2021   | Épreuve inexistante à cette date | 14e       | —     | Épreuve inexistante à cette date | —                   | —     | —      | —         |

Légende :
- : pas d'épreuve
- — : non disputée par Terentyev

### Coupe du monde
- Meilleur classement général : 31e en 2021.
- Meilleur classement en sprint : 9e en 2021.
- 1 podium individuel : 1 victoire.
- 1 podium par équipes : 1 deuxième place.

#### Victoire individuelle
| Épreuve / Édition | Sprint | Sprint    |
| Épreuve / Édition | libre  | classique |
| 2021-22           |        | Ruka      |

#### Classements en Coupe du monde
| Saison / Épreuve | Saison / Épreuve | Général | Général | Distance | Distance | Sprint | Sprint |
| Saison / Épreuve | Saison / Épreuve | Class.  | Points  | Class.   | Points   | Class. | Points |
| ---------------- | ---------------- | ------- | ------- | -------- | -------- | ------ | ------ |
| 2019             | 2019             | 86e     | 42      | -        | -        | 44e    | 42     |
| 2020             | 2020             | 71e     | 59      | -        | -        | 33e    | 59     |
| 2021             | 2021             | 31e     | 206     | 55e      | 42       | 9e     | 140    |

### Championnats du monde des moins de 23 ans
| Épreuve / Édition            | Sprint                           | Sprint                           | 15 km                            | 15 km                            | Skiathlon 2 × 15 km | Relais                            |
| Épreuve / Édition            | libre                            | classique                        | libre                            | classique                        | Skiathlon 2 × 15 km | Relais                            |
| Mondiaux 2020 Oberwiesenthal | 4e                               | Épreuve inexistante à cette date | Épreuve inexistante à cette date | —                                | —                   | —                                 |
| Mondiaux 2021 Vuokatti       | Épreuve inexistante à cette date | Médaille d'or, Coupe du Monde    | —                                | Épreuve inexistante à cette date | -                   | Médaille d'argent, Coupe du Monde |

médaille d'or
 : médaille d'argent

### Championnats du monde junior
| Épreuve / Édition   | Sprint                           | Sprint                           | 10 km                            | 10 km                            | 30 km (classique)                | Relais                    |
| Épreuve / Édition   | libre                            | classique                        | libre                            | classique                        | 30 km (classique)                | Relais                    |
| Mondiaux 2018 Goms  | 13e                              | Épreuve inexistante à cette date | Épreuve inexistante à cette date | 10e                              | Épreuve inexistante à cette date | Médaille de bronze, monde |
| Mondiaux 2019 Lahti | Épreuve inexistante à cette date | Médaille d'or, monde             | Médaille d'argent, monde         | Épreuve inexistante à cette date | 22e                              | Médaille d'argent, monde  |

médaille de bronze

### Universiades
- Krasnoïarsk 2019 :
  -  Médaille d'or sur le sprint libre.
  -  Médaille d'or sur le sprint par équipes.

### Festival de la jeunesse européenne
- Erzurum 2017 : 
  -  Médaille de bronze sur le sprint libre.

### Coupe d'Europe de l'Est
- 10e du classement général en 2019.
- 2 podiums, dont 1 victoire.

### Coupe OPA
- 1 podium.